# Steinbach an der Steyr
Steinbach an der Steyr là một đô thị ở huyện Kirchdorf an der Krems bang Oberösterreich, nước Áo. Đô thị này có diện tích 28,2 km², dân số thời điểm ngày 31 tháng 12 năm 2005 là 1994 người.
Steinbach toạ lạc trong thung lũng sông Steyr. Khu vực này có độ cao 381 mét trên mực nước biển, cự ly 20 km về phía nam thị xã Steyr. 36,0% diện tích khu vực này là rừng, 53,7% diện tích đất nông nghiệp. Đỉnh cao nhất là Hochbuchberg với độ cao 1273 mét. Đô thị này có 4 khu dân cư Steinbach, Pieslwang, Forstau và Zehetner. Các đô thị giáp ranh là Grünburg, Ternberg, Aschach an der Steyr, Waldneukirchen và Molln.